# Aeroporto de Antália

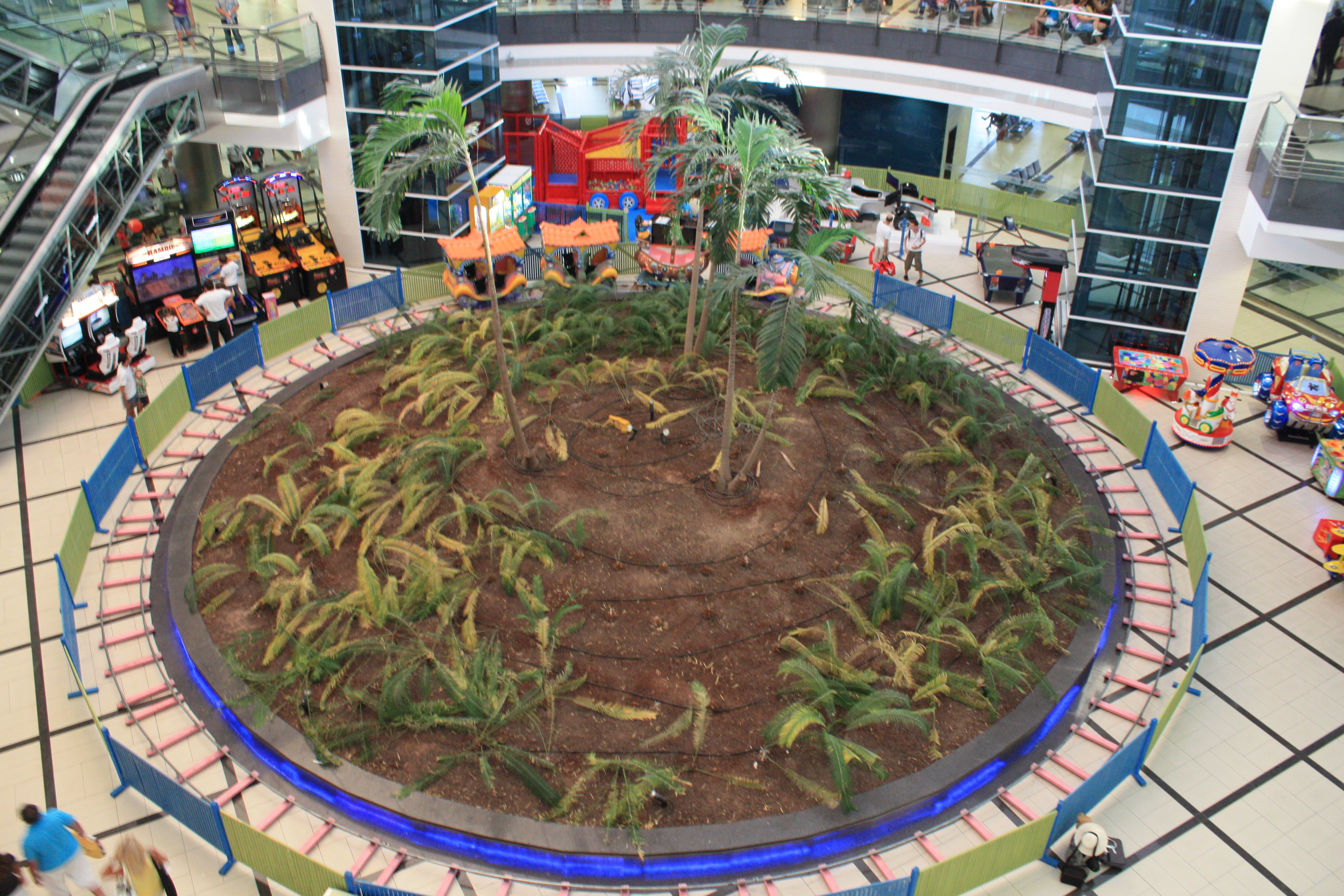
Interior de um dos terminais internacionais.

O Aeroporto de Antália (em turco:  Antalya Havalimanı) (IATA: AYT, ICAO: LTAI) é um aeroporto internacional situado a cerca de 13 km a nordeste do centro da cidade de Antália, na Turquia. Serve uma das principais zonas turísticas do país, na costa do Mediterrâneo.
Em 2008 teve um movimento de 18,8 milhões de passageiros, dos quais mais de 16,2 internacionais. Entre julho de 2009 e julho de 2010 o passaram pelo aeroporto mais de 17 milhões de passageiros internacionais. Tem dois terminais internacionais e um terminal doméstico. A capacidade máxima prevista, baseada nos dados dos meses mais movimentados, é de 35 milhões de passageiros anualmente. A entrada em funcionamento do Aeroporto de Gazipaşa (IATA: GZP),  166 km a leste de Antália deverá ajudar a abrandar o crescimento do tráfego do aeroporto de Antália.
O aeroporto funciona desde 1960, mas só desde 1989 funciona 24 horas por dia. Ocupa uma área de 13 km². O terminal doméstico tem 20 480 m². O primeiro terminal internacional tem 54 300 m². O segundo terminal internacional tem 77 000 m².
A construção do primeiro terminal internacional nº 1 começou em 1996, promovida pelo grupo Bayindir, e entrou ao serviço em 1 de abril de 1998. Em 1999 a Fraport AG e o grupo Bayindir assinou um contrato para exploração do aeroporto. O terminal 1 é atualmente (2010) gerido pela Fraport AG, enquanto que o terminal 2 é gerido pela Çelebi.
O segundo terminal internacional foi inaugurado em 17 de abril de 2005.

## Alguns dados estatísticos
- Em 2002 foi considerado o 84º aeroporto mais movimentado do mundo e o 25º da Europa.
- Em 2003 o movimento de passageiros foi de 10 milhões, o que representa um aumento de 78% desde 1998.
- Em 2005 o número total de funcionários do aeroporto era 2000.
- De acordo com o ACI (Airports Council International), o aeroporto encontra-se entre os 100 mais movimentados do mundo desde 2001.
- Segundo dados do ACI, em 2005, 2008 e 2009 foi o 30º aeroporto do mundo em número de passageiros internacionais. Em Julho de 2010 era o 25º.[1]
- Ainda de acordo com o ACI, em 2005 foi o aeroporto mais movimentado das costas mediterrânicas a seguir ao de Palma de Maiorca.
- Em 2007, foi o 25º aeroporto mais movimentado da Europa, com 17 795 523 passageiros, um aumento de 20,5% em relação ao ano anterior.[3]
- O aeroporto serve 40% de todos os turistas que chegam à Turquia ppor via áerea.